# Vasiljevići, Nikšić
Vasiljevići este un sat din comuna Nikšić, Muntenegru. Conform datelor de la recensământul din 2003, localitatea are 161 de locuitori (la recensământul din 1991 erau 158 de locuitori).

## Demografie
În satul Vasiljevići locuiesc 129 de persoane adulte, iar vârsta medie a populației este de 41,1 de ani (40,0 la bărbați și 42,0 la femei). În localitate sunt 41 de gospodării, iar numărul mediu de membri în gospodărie este de 3,93.
Populația localității este foarte eterogenă.
|  |

| Demografie | Demografie | Demografie |
| An         | Locuitori  | Locuitori  |
| ---------- | ---------- | ---------- |
|            |            |            |
|            |            |            |
|            |            |            |
|            |            |            |
| 1948       | 133        |            |
| 1953       | 142        |            |
| 1961       | 158        |            |
| 1971       | 160        |            |
| 1981       | 175        |            |
| 1991       | 158        | 158        |
| 2003       | 162        | 161        |

| \| Componența etnică conform recensământului din 2003[2] \| Componența etnică conform recensământului din 2003[2] \| Componența etnică conform recensământului din 2003[2] \| Componența etnică conform recensământului din 2003[2] \| Componența etnică conform recensământului din 2003[2] \| \| ----------------------------------------------------- \| ----------------------------------------------------- \| ----------------------------------------------------- \| ----------------------------------------------------- \| ----------------------------------------------------- \| \| \| \| \| \| \| \| Muntenegreni \| Muntenegreni \| \| 103 \| 63,97% \| \| Sârbi \| Sârbi \| \| 43 \| 26,7% \| \| necunoscută \| necunoscută \| \| 0 \| 0% \| |              |  |     |        |
| Componența etnică conform recensământului din 2003 |              |  |     |        |
| |              |  |     |        |
| Muntenegreni | Muntenegreni |  | 103 | 63,97% |
| Sârbi | Sârbi        |  | 43  | 26,7%  |
| necunoscută | necunoscută  |  | 0   | 0%     |